# SwRI
SwRI은 미국 텍사스 주에 위치한 기업으로, 정부의 탐사선을 지원, 개발, 투자하는 회사다. 1947년 석유 사업가인 Thomas Slick, Jr.가 세운 기업으로, 사립기업이다.
정부의 탐사선도 지원, 개발, 투자하지만, 다른 프로젝트도 실행하는 중이다. 대표적인 프로젝트로 핵 발전, 발전기, 보안, IT 등도 연구한다.